# Anneliese Ratius
Anneliese Ratius (* unbekannt) ist eine deutsche Tischtennisspielerin. Sie nahm für das Saarland an einer Weltmeisterschaft teil.

## Werdegang
Ratius gehörte nach dem Zweiten Weltkrieg bis Mitte der 1950er Jahre zu den besten Tischtennisspielerinnen des Saarlandes. Sie spielte seit 1938 beim saarbrückener Verein TV Malstatt und wechselte später zum 1. FC Saarbrücken. Bei den Meisterschaften des Saarlandes gewann sie 17 Mal einen Titel: Von 1947 bis 1953 siegte sie sieben Mal in Folge im Einzel. Mit Paula Evertz gewann sie von 1947 bis 1952 alle sechs Doppelwettbewerbe. Den Titel im Mixed holte sie 1947 mit Becker, 1948 mit Braun sowie 1950 und 1951 mit Hans Krämer.
1954 vertrat sie das Saarland bei der Weltmeisterschaft. Mit dem saarländischen Damenteam erreichte sie Platz 19, in den Individualwettbewerben trat sie nicht an.
1954 beendete sie ihre Laufbahn als Leistungssportlerin, spielte aber noch bis Anfang der 1960er Jahre mit dem 1. FC Saarbrücken in der Oberliga. Sie ist Ehrenmitglied im Saarländischen Tischtennisbund STTB.

## Turnierergebnisse
| Verband | Veranstaltung     | Jahr | Ort     | Land | Einzel    | Doppel    | Mixed     | Team |
| ------- | ----------------- | ---- | ------- | ---- | --------- | --------- | --------- | ---- |
| SAA     | Weltmeisterschaft | 1954 | Wembley | ENG  | Scratched | Scratched | Scratched | 19   |